# Jugoszlávia zászlaja
Jugoszlávia zászlaja Jugoszlávia hivatalos nemzeti jelképe volt 1918 és 2006 között. A zászló három azonos szélességű vízszintes sávból: kék, fehér és vörös csíkokból állt, melynek közepére 1946-ban felkerült a kommunizmus szimbólumának számító vörös csillag.
Alapját a pánszlávizmus zászlaja adta, mivel a színek sorrendje is megegyezett. Az I. világháborút követően létrehozott mesterséges délszláv állam, a Szerb-Horvát-Szlovén Királyság (később Jugoszláv Királyság) pedig adoptálta a zászlót.
A Jugoszláv Szocialista Szövetségi Köztársaság felbomlása után létrejövő szerb-montenegrói államszövetség, a Jugoszláv Szövetségi Köztársaság (1992-2006, 2003 és 2006 között Szerbia és Montenegró), is megtartotta a zászlót, annyi különbséggel, hogy a közepéről lekerült a vörös csillag. 

## Zászlók kronológiai sorrendben

A Jugoszláv Királyság zászlaja 1918 és 1943 között
A Demokratikus Föderatív Jugoszlávia zászlaja 1943 és 1946 között
A szocialista Jugoszlávia zászlaja 1946 és 1992 között
A Jugoszláv SZK, majd Szerbia és Montenegró zászlaja 1992 és 2006 között

## Tagköztársaságok zászlói
A II. világháborút követően Jugoszlávia szövetségi köztársaság lett, mely hat ország szövetségéből jött létre és minden egyes köztársaság rendelkezett saját zászlóval és címerrel. A zászlók többségének alapjául a történelmi zászlók szolgáltak, kivéve Bosznia-Hercegovina és Macedónia esetében, mivel ez a két ország korábban önálló államként nem létezett. Valamennyi zászlóhoz a pánszláv színeket, a kékeket, a fehéret és a pirosat használták fel. Ami közös, hogy az összes zászlóra felkerült a vörös csillag.

Szerbia
Horvátország
Szlovénia
Montenegró
Bosznia-Hercegovina
Macedónia